# Luotang, Anhui
Luotang (kinesiska: 罗塘) är en socken i östra Kina. Den ligger i Changfeng härad i staden Hefei i provinsen Anhui, omkring 60 kilometer norr om provinshuvudstaden Hefei. Antalet invånare är 45036. Befolkningen består av 22 062 kvinnor och 22 974 män. Barn under 15 år utgör 19,0 %, vuxna 15-64 år 68 %, och äldre över 65 år 12,0 %.